# Cerco de Aduatuca
Cerco dos Aduátucos foi um cerco ocorrido em 57 a.C. pelo general Júlio César contra a tribo belgas dos aduátucos no segundo ano das Guerras Gálicas. César construiu um muro de circunvalação à volta da fortaleza dos aduátucos na Gália Bélgica, o que resultou na rendição da tribo, que entregou suas armas

## Batalha
César havia conseguido uma vitória pírrica sobre os nérvios na Batalha do Sábis. Os aduátucos enviaram seus guerreiros para ajudar os nérvios, mas, ao saber do resultado da batalha, abandonaram seus povoados e se refugiaram no ópido de Aduatuca, sua capital e o primeiro assentamento fundado por eles na região. O local eram uma elevação com aclives acentuados em todas as direções, exceto uma, onde a subida era mais fácil, mas que estava protegida por uma muralha dupla. Os aduátucos eram descendentes dos 6 000 guerreiros címbrios e teutões que foram deixados na região pelos romanos para assegurar um vau do Reno depois das Guerras Címbrias.
Os romanos os perseguiram e cercaram a fortaleza. Os aduátucos resistiram aos primeiros assaltos, mas se renderam quando viram as armas de cerco construídas para atacá-los. César prometeu clemência e os aduátucos abriram seus portões e entregaram suas armas como sinal de submissão e os romanos acamparam fora da cidade para evitar que ela fosse saqueada. Imaginando uma oportunidade, os aduáticos atacaram com armas improvisadas e foram derrotadas. César se vingou vendendo todos os habitantes da cidade como escravos e saqueando a cidade.[carece de fontes?]